# Maxime Minot
Maxime Minot (sinh ngày 20 tháng 7 năm 1987) là một chính khách đảng Cộng hòa người Pháp, người đã đại diện cho khu vực bầu cử thứ 7 của Oise tại Quốc hội kể từ năm 2017.